# Пригоди Мейбл
Пригоди Мейбл (англ. Mabel's Adventures) — американська короткометражна кінокомедія Мака Сеннета 1912 року з Мейбл Норманд в головній ролі.

## У ролях
- Мейбл Норманд — Мейбл
- Фред Мейс — «Король Пародій»
- Форд Стерлінг — фокусник